# Decemberunderground
Decemberunderground es el séptimo álbum de estudio de la banda de rock estadounidense AFI, lanzado el 6 de junio de 2006 a través de Interscope Records. Es el primer trabajo del grupo bajo este sello, luego de que DreamWorks vendiera su división musical a Universal Music Group, integrándolos así a Interscope. La banda comenzó a trabajar en el disco en 2004, poco después de cancelar la última gira en promoción a Sing the Sorrow, debido a un daño en las cuerdas vocales de Davey Havok donde los médicos le recomendaron dejar de cantar temporalmente.  
La banda eligió nuevamente al productor Jerry Finn, tras la buena experiencia que tuvieron con él en Sing the Sorrow. El guitarrista Jade Puget y Havok escribieron al rededor de 120 canciones en un proceso que les llevó más de un año. El disco atravesó un largo periodo de preproducción porque luego de seleccionar las canciones para grabar, querían era ir al estudio y solo perfeccionarlas. El periodo de grabación empezó en 2005 y se llevó a cabo principalmente en los Conway Studios y Sage and Sound Recording, en Los Ángeles, California.   
Decemberunderground muestra a la banda experimentando con una paleta musical más amplia, donde incorporan elementos de punk, hardcore, rock, pop, música gótica, industrial y electrónica. Según Havok, el disco es el «resultado de siempre querer hacer algo diferente» y de buscar territorios que no habían explorado antes. Tras su lanzamiento, recibió en su mayoría comentarios positivos por parte de la prensa musical, que destacó la valentía del grupo por no tener «miedo de experimentar» y desarrollar un «sonido más épico y sustancial». Sin embargo, también polarizó a gran cantidad de críticos y seguidores por su drástico cambio de sonido respecto a materiales previos. En términos comerciales es el álbum más exitoso de la banda. Alcanzó la primera posición en la lista Billboard 200 y recibió la certificación de platino en los Estados Unidos, Australia, Canadá, así como la de plata en el Reino Unido.  
Del álbum se extrajeron los sencillos «Miss Murder», «Love Like Winter» y «The Missing Frame». El primero de estos se convirtió en el más exitoso de AFI, alcanzado la posición 24 en el Billboard Hot 100 y ganando el premio al mejor video de rock en los MTV Video Music Awards 2006. Para promocionar el álbum, realizaron extensas giras por Europa, Norteamérica, Oceanía y Asia y participaron en festivales como Warped Tour, Live Earth, The Bamboozle y Download Festival. Además, ofrecieron presentaciones en los MTV Movie Awards, Spike Video Game Awards y en Saturday Night Live. Finalmente, publicaron el álbum en video I Heard a Voice: Live from Long Beach Arena, filmado en Long Beach Arena en diciembre de 2006.

## Antecedentes
En septiembre del año 2000, AFI publicó su cuarto álbum de estudio, The Art of Drowning, bajo el sello discográfico Nitro Records. El lanzamiento fue un éxito y rápidamente los posicionó como un grupo «grande» para una compañía independiente. Hacia mediados de 2001, el presidente de Nitro, Dexter Holland, se reunió con ellos y les comunicó que estaban superando los recursos que la compañía podía ofrecerles. Aunque aún tenían un álbum pendiente por contrato, Holland les sugirió considerar la posibilidad de firmar con una discográfica más grande, lo que les permitiría acceder a mayores presupuestos y una distribución global. De esta manera, a finales de ese mismo año, AFI firmó un contrato con la multinacional DreamWorks Records, con el respaldo de Luke Wood, vicepresidente de A&R. De acuerdo con Wood, fue un «fichaje bastante competitivo» debido a la gran cantidad de discográficas que estaban interesadas en la banda.

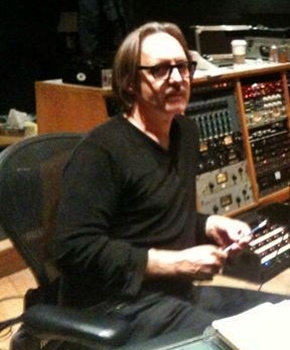
Butch Vig (en la imagen) y Jerry Finn trabajaron como productores en Sing the Sorrow.

Con un presupuesto más amplio, para su siguiente disco contaron con Butch Vig, conocido por su trabajo en Nevermind (1991) de Nirvana, y Jerry Finn, productor de Enema of the State (1999) de Blink-182. En marzo de 2003, el grupo lanzó Sing the Sorrow, un disco que los catapultó al mainstream. Recibió elogios de la crítica especializada y se convirtió en su mayor éxito comercial hasta entonces. Las 100 000 copias que vendió The Art of Drowning en los Estados Unidos en poco más de un año, Sing the Sorrow las alcanzó en su primera semana. Al mes de su publicación, la Recording Industry Association of America (RIAA) lo acreditó con un disco de oro y tiempo después alcanzó el platino. Además, recibió certificaciones en países como Canadá, Australia y el Reino Unido. El álbum generó tres sencillos: «Girl's Not Grey», «The Leaving Song Pt. II» y «Silver and Cold». Todos tuvieron gran difusión en emisoras de radio de rock de los Estados Unidos y sus videoclips rotaron en canales como Fuse y MTV.
En octubre de 2003, mientras realizaban la última gira promocional de Sing the Sorrow por Norteamérica, el vocalista Davey Havok notó en una presentación en Vancouver, Canadá, que sus cuerdas vocales estaban dañadas. Aunque el grupo continuó la gira, a principios de marzo, durante un espectáculo en Florida, Havok se volteó hacia el guitarrista Jade Puget para decirle que no podía continuar y abandonó el escenario. Pocos días después, en Los Ángeles, le diagnosticaron nódulos. Los médicos le recomendaron dejar de cantar de inmediato o se arriesgaría a sufrir daños graves. Debido a esto, cancelaron la gira, Havok se sometió a cirugía y, al tiempo, inició lecciones de canto con una entrenadora vocal. En esta época, DreamWorks vendió su división musical a Universal Music Group y AFI volvió a cambiar de discográfica, pasando a formar parte de Interscope Records.

## Escritura y preproducción

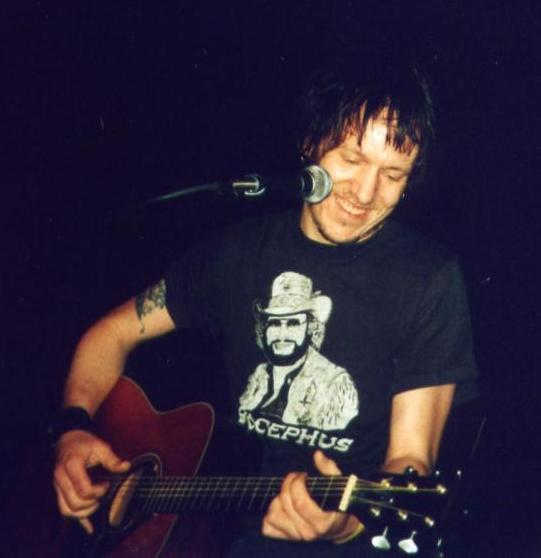
Varias de las canciones del disco las escribieron en el sótano de Luke Wood, donde Elliott Smith (en la imagen) escribió el álbum From a Basement on the Hill antes de su muerte.

Tan pronto como cancelaron la gira, el grupo se tomó dos semanas de descanso e inmediatamente comenzó el proceso de escritura para su siguiente disco. Con el cambio de discográfica, la banda notó cuán distinta era la dinámica de Interscope en comparación con DreamWorks, la cual, según ellos, operaba más como un sello independiente. Jade Puget y Havok sintieron la presión de estar en una compañía tan grande y se tomaron un tiempo para adaptarse. En consecuencia, les llevó un largo período construir un cuerpo de trabajo que consideraran «correcto». Puget explicó: 

«Hasta Sing the Sorrow, realmente no tuvimos éxito, así que era fácil: "no había expectativas sobre nosotros y escribir fue muy simple y orgánico". Después tuvimos que hacer un sucesor de ese disco, que se convirtió en oro y luego en platino. [En ese momento ya] estábamos en Interscope. Interscope era el sello más grande del mundo y teníamos que ofrecer algo. Si bien no queríamos sentarnos allí e intentar escribir un éxito, porque eso nunca funciona, sentimos que teníamos que hacer algo grandioso y algo mejor que el último disco».

Desde el inicio del proceso, la banda tenía claro que quería volver a trabajar con Jerry Finn. Tras la experiencia con Sing the Sorrow, habían entablado una buena relación tanto profesional como personal. Además, lo consideraban una persona «realmente genial» y alguien muy bueno en lo que hacía. Por ello, el grupo consideró una «obviedad» volver a colaborar con él. Durante la etapa de composición, Puget y Havok escribieron en el sótano de Luke Wood, donde Elliott Smith compuso From a Basement on the Hill (2004) antes de su muerte, y también en la casa de Billie Joe Armstrong, vocalista y guitarrista de Green Day. A las tres semanas ya contaban con un repertorio suficiente para crear un álbum, pero no planeaban utilizar ese primer lote de canciones porque Havok quería disponer de un gran volumen de material para poder elegir al momento de entrar al estudio. Así mismo, le presentaron esas primeras composiciones a Wood y a Finn, y ambos coincidieron en que no estaban a la altura. Aunque la reacción los frustró, también los impulsó a mejorar, ya que poco después escribieron «Miss Murder», «Summer Shudder» y «The Missing Frame». El proceso se extendió por más de un año y la dupla escribió alrededor de 120 canciones.

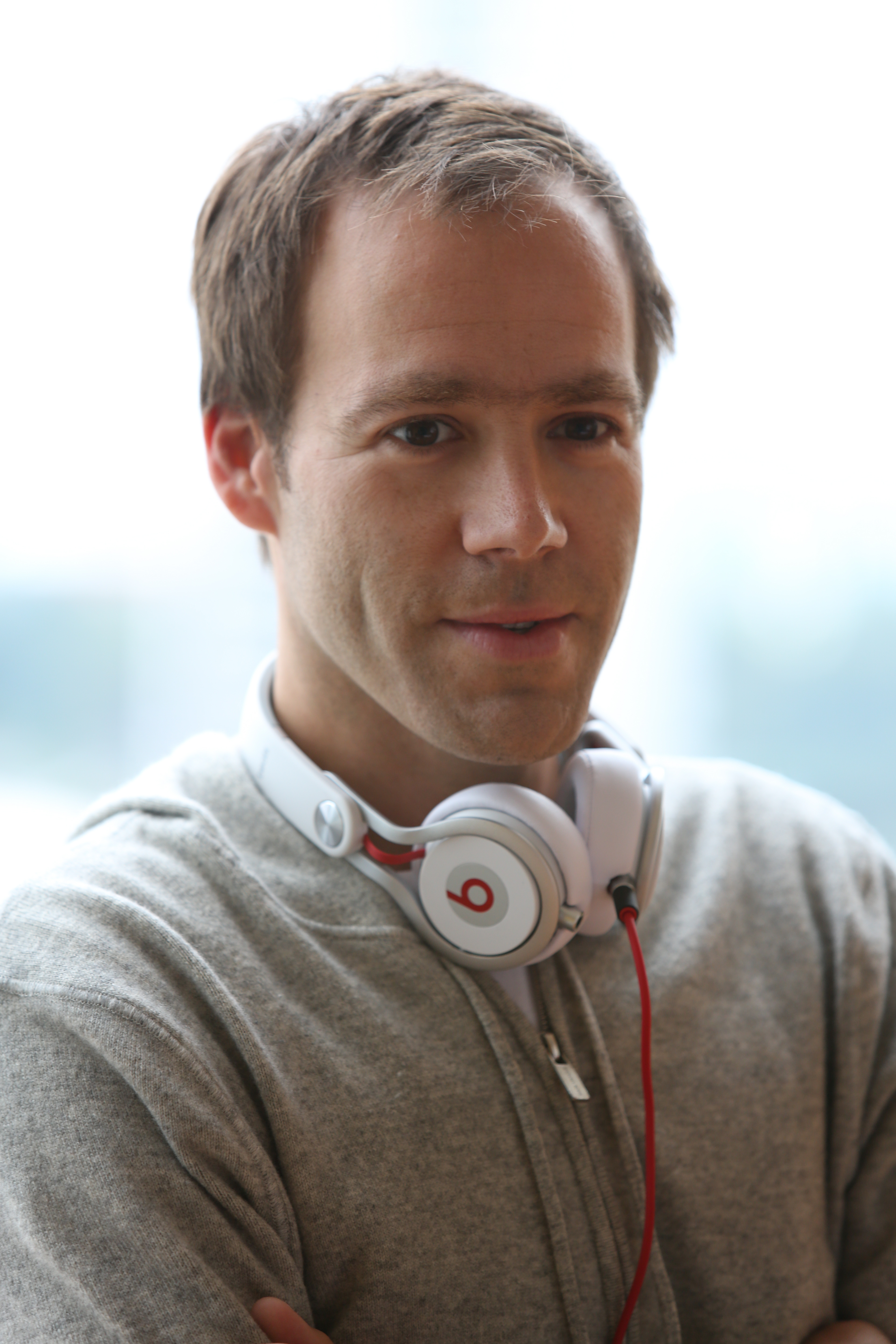
Wood fue una figura prominente en el proceso de creación del disco.

Después de la etapa de escritura, se dirigieron junto al productor a una granja en el norte de California para una sesión de preproducción. Aunque contaban con bastante material, el bajista Hunter Burgan la describió como una sesión «rara» porque muchas canciones no tenían una estructura definida. La decisión de trasladarse a una granja fue sugerida por Luke Wood, quien se inspiró en ejemplos de bandas que componían en lugares remotos, como The Rolling Stones durante la grabación de Exile on Main St. (1972) en un castillo al sur de Francia. Esta idea no fue bien recibida por la banda; ninguno estaba entusiasmado con el lugar, y Havok pensó seriamente en darse la vuelta y regresar a su casa antes de llegar.
El sitio no les pareció un lugar adecuado, pero con el tiempo se involucraron por completo y comenzaron a pulir las canciones junto a Finn. Para Puget, eso fue «parte de lo que hizo que las canciones realmente tomaran forma» y que estar en la granja dejara de ser una situación «irritante». Al culminar esa etapa, realizaron otra sesión de preproducción en un estudio al sur de California, donde continuaron trabajando en varias canciones y vivieron momentos de improvisación que Burgan calificó como «geniales». En este punto, si bien ya habían definido varios temas que formarían parte del álbum, seguían trabajando en otras pistas que aún eran candidatas a integrarse en la lista final. Los integrantes decidieron no apresurarse para entrar al estudio. Esa decisión les permitió dedicar más tiempo a cada canción y prestar atención a cada detalle. Para Havok, gracias a ese proceso de preparación, «una vez elegidas las canciones, era cuestión de ir al estudio y perfeccionarlas».

## Grabación y producción
La grabación comenzó en 2005 y se extendió durante nueve meses. Aunque trabajaron en un total de seis estudios, Decemberunderground se grabó principalmente en los Conway Recording Studios y Sage and Sound Recording, ambos ubicados en Los Ángeles, California.  Para la banda, el álbum representó su mayor reto creativo hasta entonces. Carson explicó que el disco previo había sido «tan grande y grandioso» que el principal desafío fue «descubrir» cómo no repetir la fórmula.
Puget, satisfecho con el sonido de guitarra logrado en Sing the Sorrow y convencido de haber encontrado su estilo, no quiso hacer cambios drásticos. Sin embargo, tanto él como Finn sabían que era necesario introducir algo «un poco diferente» para distinguirlo de su antecesor. Todas las guitarras que utilizó fueron proporcionadas por Finn, incluyendo una Telecaster, una Telecaster Junior, una Stratocaster y varias de la década de 1960, mientras que para las secciones rítmicas se centró en dos Gibson Les Paul. En el estudio, usó principalmente un amplificador Marshall Plexi modificado por Bob Bradshaw, y en menor medida, un Rectifier de Mesa. Aunque ya tenía un Marshall Plexi, utilizó el de Finn porque, según él, «sonaba mejor». El productor, que mostraba cierto «desdén» hacia lo digital y se inclinaba por los pedales analógicos, tuvo desacuerdos con Puget, quien prefería los modernos. Como resultado, el guitarrista terminó combinando ambos tipos.
En el aspecto electrónico, Puget creó loops utilizando el software de secuenciación Sony Acid Pro y Reason, de Reason Studios, de donde también empleó samples. Además, usó teclados Nord Lead y Roland. Los loops los realizaba tanto antes como después de definir la sección de batería. Por ejemplo, en «Miss Murder» diseñó una base de percusión que el baterista Adam Carson prefirió no modificar ya que los elementos electrónicos ofrecían la misma textura que él habría creado con batería acústica. Carson señaló que «existía el riesgo de saturarla», por lo que optó por una interpretación «muy sencilla», para favorecer la «sinergia» entre los elementos electrónicos y su ejecución. En «37mm», una canción programada en su totalidad, Carson adaptó el hi-hat para que sonara como una batería en vivo.
El baterista contribuyó de forma rítmica y dinámica en las pistas que llegaban a la sala de ensayo como «esqueletos», que podían llegar a ser ideas iniciales con apenas unos acordes y una melodía. No obstante, también se encontraba con maquetas completamente desarrolladas, que ya incluían todas las partes e indicaciones sobre el ritmo. Cuando se enfrentaba a canciones cuya estructura no era «automáticamente clara», Finn lo «empujaba» a explorar ideas hasta definir sus partes de batería. Carson citó a «Endlessly She Said» y «Kiss and Control» como ejemplos de temas cuyas secciones «fueron escritas y hechas a medida para ser de una manera concreta» y en las que tuvo «libertad de crear» sus propios ritmos y aportar su estilo.
| «Cuando se grabó [«Miss Murder»] tenía un ritmo constante de four-on-the-floor a lo Marilyn Manson. Me gustaba el ritmo constante, pero [no lo relacionado a Manson]. Crecí escuchando a Green Day desde muy joven, cuando aún tocaban en espectáculos pequeños. Cuando empezamos a tocar esta canción noté que inconscientemente cambié ese ritmo constante de cuatro tiempos a algo más parecido a lo que Tré Cool habría hecho».—Carson. |

Durante los trayectos al estudio, solía escuchar Nirvana porque le interesaba cómo Dave Grohl componía hooks de batería, y esperaba escribir algún fill sencillo que sobresaliera. Según él, «hay momentos en los que la batería pasa a un segundo plano», no por falta de una «buena parte de batería», sino porque sintió que debía optar por un enfoque «muy sólido y simple». En muchas ocasiones también decidió conscientemente evitar «fills llamativos y atronadores». Finn influyó directamente en ese enfoque al alentarlo a «tocar un poco menos» en pasajes donde inicialmente aplicaba estructuras más complejas. Carson mencionó que «Kiss and Control» fue la única canción en la que se acercó a «tocar demasiado», ya que en el estribillo final incorporó fills con el bombo y otros en los versos al estilo de Bonham. Incluso, la sintió como una canción pensada  para un baterista y «una oportunidad para agregar todo tipo de adornos».
En el estudio, el grupo tuvo dificultades para desarrollar «Miss Murder», y especialmente «Love Like Winter», canción en la que probaron «de todo para ver qué funcionaba». En ambas maquetas, Puget incorporó tantas pistas de programación que Finn le advirtió que lo que estaba haciendo era inviable y que debía reducir el número, ya que no había suficientes canales de audio disponibles. Burgan explicó que «hicieron todo lo que se [les] ocurrió», y aunque el disco ya estaba casi terminado, hacia el final del proceso de grabación tuvieron que acudir a estudios adicionales para finalizarla.
En el caso de «Love Like Winter», personas ajenas a la banda enviaron ideas de programación para ayudar a dar forma a la canción. El bajista profundizó: «Era como si todos hubieran escuchado algo que no estaba del todo ahí, pero que casi estaba, y era un poco difícil no rendirse por completo [...] no sabíamos qué hacer». Durante la grabación, su pista de batería cambió tantas veces que, al momento de grabar su parte de bajo, Burgan no sabía cómo sería la percusión, lo que le dificultó «sumergirse» en una estructura que desconocía por completo. Incluso el día anterior a la sesión de mezcla del álbum, Wood le sugirió seguir experimentando con nuevas líneas de bajo. En la reunión previa a la mezcla, realizada en la casa del A&R, Burgan presentó tres versiones distintas y permitió que los presentes eligieran la que preferían. En ese momento, Puget tomó secciones de las tres pistas y las fusionó en una única antes de introducirlas en un dispositivo de almacenamiento y entregárselas a Chris Lord-Alge.

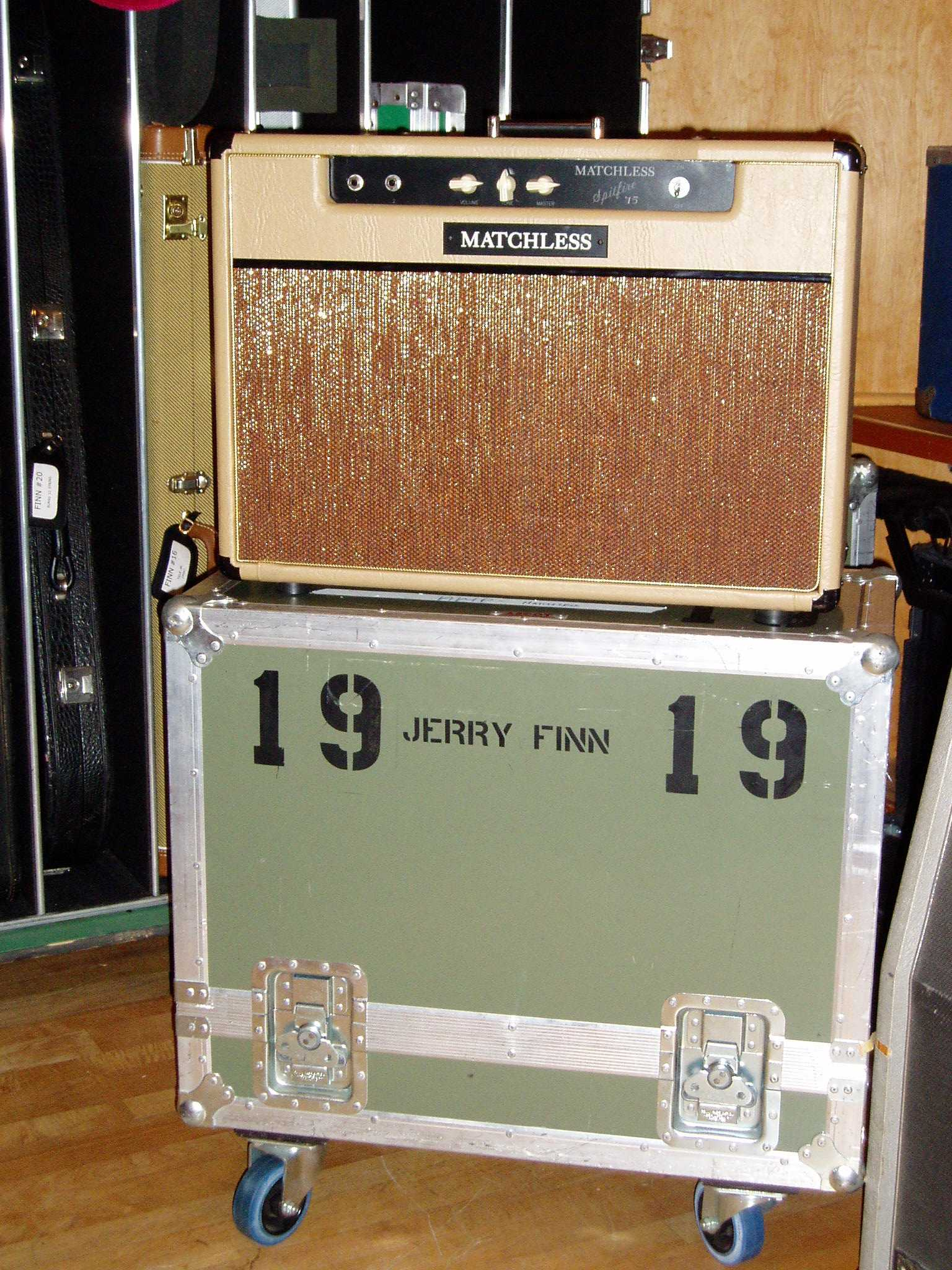
Equipamiento de Jerry Finn en el Conway Recording Studios.

Paralelamente, tenían otras canciones programadas para grabar que no lograban ensamblar. Una de ellas era «Summer Shudder», compuesta en su totalidad por Havok y Puget, pero que hasta ese momento no habían interpretado como banda. Aunque inicialmente no formó parte del conjunto principal de canciones para el álbum, la maqueta entusiasmó a Wood, y les pidió que trabajaran en ella. Carson comentó que se sentían atraídos por la pista y sabían que era buena, pero al principio no encontraban la manera de hacerla «encajar». No obstante, aunque todos ya habían grabado sus partes para el disco, la banda accedió a incluirla y la grabaron al final del proceso.
El grupo pasó más tiempo en el estudio que en ocasiones anteriores porque querían asegurarse «de hacer un [buen álbum]». Además, tardaron más de lo habitual en decidir qué canciones merecían ser grabadas, ya que buscaban definir qué tipo de «obra» querían crear y qué pistas incluir.  Esto les permitió experimentar más que en otros discos. Burgan contó que llegaron a componer y grabar una canción que «era una especie de épica, casi como una de esas canciones épicas al estilo de Led Zeppelin que tiene partes, movimientos y cambios», aunque nunca la terminaron. Por su parte, Carson explicó que tenían tantas canciones «decentes» que podrían haber hecho «cinco tipos de discos diferentes».  Carson también dijo que, en relación a Sing the Sorrow, tuvieron que superarse «sin simplemente intentar ser más épicos».  En la misma línea, Havok reconoció que sintieron la presión por superarlo y afirmó que finalmente «lo lograron».

## Estilo y descripción
Decemberunderground es un disco de rock alternativo, post-hardcore y emo pop en el que AFI explora una paleta musical más amplia, incorporando elementos del punk, hardcore, rock, pop, música gótica, industrial y electrónica. En su álbum anterior, la banda ya había incluido influencias del emo y post-hardcore, pero en este, para Joe O'Brien de VWMUSIC, se sumergen «por completo en la tercera ola» de la música emo. A Andrew Kelham, de la revista Rock Sound, le pareció otro «gran paso» del grupo «alejándose del mundo del punk y adentrándose en el mundo del rock», e incluso afirmó que daban un paso más allá al incursionar en el pop. Para Havok, el álbum es el «resultado de siempre querer hacer algo diferente». El vocalista lo describió como un disco «muy frío», «melancólico», no tan «agresivo», que musicalmente tiene un sonido «amplio y conmovedor» en donde las canciones son muy «enfocadas e intricadas». El proyecto tiene una fuerte presencia de elementos electrónicos y sintetizadores. Puget explicó que, aunque en temas anteriores como «Death of Seasons» de Sing the Sorrow ya exploraban este estilo, en Decemberunderground la electrónica está «mejor incorporada». Carson comentó que Puget se convirtió «en un estudiante» en este ámbito y que, además de usar herramientas como Pro Tools, Reason y programas digitales, en los últimos seis años se había vuelto «realmente bueno» en programar música. Según el baterista, esta vez refinaron los elementos electrónicos para usarlos «como capa, como color, como una voz diferente», sin perder la «integridad de una canción de rock». En este aspecto, Kevin McFarland, de The A.V. Club, opinó que en Decemberunderground floreció el largo coqueteo del grupo con la electrónica y que fue la primera vez que lograron plasmar plenamente su visión del género.
Varios periodistas musicales han atribuido los temas del disco al desapego, la belleza, la muerte, el suicidio, la separación, la soledad y la desilusión. Aunque el vocalista no explicó el significado de las letras, reconoció que eran «menos vagas» que en ocasiones anteriores y las describió como «frías y distantes». Havok mencionó que, al momento de escribir, fue «más directo» y que eso «no fue un esfuerzo consciente». Señaló que esta transparencia podía colocarlo en una situación donde otros interpretaran el contenido de las canciones: «Nunca he lidiado con eso antes, pero no es tan aterrador, ya que al escribir la canción en primer lugar, me estoy exponiendo al público». El medio Hybrid Magazine opinó que las letras del disco «pueden ser unidimensionales, pero son memorables», y agregó que «no puedes evitar sentir lo que» Havok sintió cuando las escribió, «incluso si no estás del todo seguro de lo que está hablando».
Decemberunderground comienza con «Prelude 12/21». La canción abre con teclados y se desarrolla con percusión, cuerdas y coros, sin utilizar guitarras. El canto tiene una influencia operística, y cada verso culmina con Havok implorando: «Kiss my eyes and lay me to sleep» («Besa mis ojos y ponme a dormir»). Carson, el técnico de batería Mike Fasano y Burgan compusieron la parte instrumental con toms de piso, bombos, pisotones y aplausos, estos últimos aportados por el club de seguidores de la banda, Despair Faction. El baterista explicó que repitieron un patrón de percusión varias veces y luego lo ensamblaron en Pro Tools junto con el resto de la pista. «Prelude 12/21» marca una desviación del estilo habitual del grupo y «sienta las bases para momentos artísticos» que se desarrollan a lo largo del disco. Carson comentó que es «realmente genial y poderosa» y Havok mencionó que «tiene una presencia y una sensación muy cinematográfica». La segunda canción, «Kill Caustic», es una pista hardcore con guitarras «machacantes» y «furiosas», que incluye un «breakdown» y vocalmente se alternan gritos con pasajes vocales melódicos. Su ritmo es rápido y el sonido hardcore es reminiscente al antiguo estilo del grupo. Havok señaló que es un tema importante porque tiene vínculos con el pasado de la banda y la comunidad hardcore. «Miss Murder» es el primer sencillo del disco y estuvo a punto de quedar fuera porque pensaban que no era lo suficientemente buena. Comienza con una línea de bajo, seguida del estribillo, donde se transforma en una canción de rock guiada por sintetizadores. En su mitad aparece un interludio de ritmo lento, donde vocalmente se acentúan los gritos del vocalista. En el segundo verso, la línea de bajo cambia y el ritmo se convierte en four-on-the-floor, acompañado por una guitarra más agresiva y distinta a la del inicio. Según el guitarrista, la voz en los versos transmite una «vibra dramática» que recuerda a Dave Gahan de Depeche Mode.

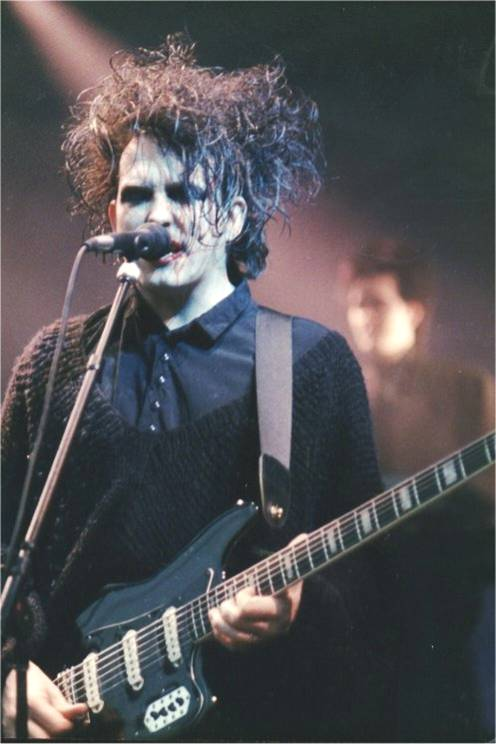
Los críticos notaron la influencia de varias bandas de los años 80 como The Cure, U2 y The Smith.

«Summer Shudder» fue la última canción que grabaron para el disco. Se caracteriza por su enfoque experimental con la electrónica, especialmente en la introducción, donde destacan los sintetizadores. Havok la describió como una canción «pegadiza» y «melódica», y el baterista la consideró una de las interpretaciones más sólidas del álbum. «The Interview» es una balada con instrumentación intrincada y un sonido atmosférico construido alrededor de la voz del vocalista. Se presenta como una pieza «íntima, melancólica y fría», con un aura «oscura» y, para Havok, posee un coro «grandioso». La canción culmina con un outro cantado a dúo con Puget sobre una pieza instrumental dominada por el órgano. La sexta pista, «Love Like Winter», combina rock electrónico y synth pop, con influencias de música industrial y un sonido que remite a la música de los años 80. Cuando Puget la programó, no la pensó originalmente para AFI, sino para su proyecto paralelo de música electrónica, Blaqk Audio. Sin embargo, al añadirle guitarras y bajo, cambió de parecer. Puget compuso toda la canción en su laptop, donde también creó el sonido de pasos de la introducción, un «extraño» patrón de bombo con una baqueta lateral, golpes de violonchelo en notas negras y una «especie de ritmo de hip-hop» para el verso. «Affliction» fusiona elementos antiguos y nuevos del grupo, al mezclar su faceta hardcore con el pop. La canción experimenta constantes cambios de tonalidad y compás, y avanza con un ritmo frenético hasta sus dos últimos minutos, donde cambia la instrumentación y concluye con una extensa coda dominada por ritmos electrónicos, guitarra acústica y efectos vocales. Havok la describió como «brutal y agresiva en todo momento», y la pista más «implacable del disco». «The Missing Frame», la octava pista, fue calificada por el cantante como una canción protopunk inspirada por U2. También ha sido comparada con composiciones de bandas post-punk como The Smiths y The Cure.
«Kiss and Control» es un tema «oscuro y melancólico», cargado de efectos electrónicos y guitarras pesadas. Alterna versos cantados con estribillos enérgicos y «melódicos» donde predominan los gritos agresivos. «The Killing Lights» es una canción pop «pegadiza y audaz», guiada por el bajo, la batería y un riff de guitarra «efectivo», que culmina con un «agradable final de piano». Incluye el único solo de guitarra en todo Decemberunderground y, al igual que «The Missing Frame», ha sido comparada con trabajos de bandas como The Cure, U2 o The Smiths. «37mm» es una pista de synth pop y new wave basada en loops e influenciada por la música industrial. Comienza con una introducción de bajo distintiva, transita hacia un ritmo «melancólico» y finaliza con una voz robótica repitiendo «We are no one, We are one» («No somos nadie, somos uno») sobre un ritmo pulsante. Al igual que «Love Like Winter», Puget la concibió inicialmente para Blaqk Audio. La última pista, «Endlessly, She Said», es una balada «oscura y emocional», compuesta por cantos en forma de lamentos y gritos intensos. Carson comentó que trabajaron en ella meticulosamente, y que es la canción más «desenfadada y orientada a la banda del disco». El tema concluye con Havok recitando: «I will wait straight through, as I wait for you, dear, endlessly» («Esperaré hasta el final, como te espero a ti, querida, eternamente»). El vocalista comentó que tenía una «sensación muy íntima y personal» y que era una «excelente manera de cerrar el disco».

## Título
El título Decemberunderground surgió de una lista de posibles nombres que Jade Puget había anotado para canciones. Se extrajo de uno de los más extensos y, según el grupo, «encajó muy bien con todo el ambiente y tema del disco». Havok explicó que representaba «un tiempo y lugar»: «diciembre» y el «subsuelo», «donde el frío puede agruparse junto a la oscuridad y el aislamiento» y que simbolizaba un «lugar a nuestros ojos donde las personas desapegadas pueden huir y encontrar consuelo». Aclaró que no intentaban comunicar algo totalmente original, pero señaló que el concepto reflejaba la trayectoria de la banda, que durante gran parte de su carrera existió fuera del mainstream, acompañada por una comunidad que los rodeaba y apoyaba. El título aparece en la quinta canción del disco, «The Interview», en la última estrofa: «I'll flee to Decemberunderground, as you exhale, I breathe in and sink into the water underground, and I'll grow pale without you» («Huiré hacia el diciembre subterráneo, mientras exhalas, yo inhalaré y me sumergiré en el agua bajo tierra, y palideceré sin ti»). Ricardo Baca, en The Denver Post, comentó que, aunque el título evocaba el espíritu incomprendido de la cultura underground, el disco representaba el mayor intento de la banda por adentrarse en el rock mainstream.

## Crítica
Al publicarse, Decemberunderground recibió reseñas mayormente positivas por parte de la prensa especializada. Corey Apar, de AllMusic, describió el álbum como un trabajo con «arreglos intrincados, efectos de sonido y paisajes sonoros» que fusiona sus raíces hardcore con «letras oscuras y emo», estética gótica, «sintetizadores» y «beats electrónicos». Kyle Ryan, de The A.V. Club, lo calificó como un disco «ambicioso» que aún conserva la agresividad del rock que tocaban en los años 90. Además, dijo que amplía el sonido del grupo y destacó su enfoque «melódico» y los «estribillos tremendamente pegadizos». Maxine Shen, del New York Post, señaló que el sello distintivo de Decemberunderground es el «cuidado por los detalles», permitiendo descubrir «elementos o aspectos» nuevos con cada escucha. En una línea similar, Ed Thompson de IGN sostuvo que no es un álbum que se comprenda «después de solo una escucha», ya que tras oírlo «una docena» de veces se revelan «pequeños secretos y joyas sónicas». Thompson lo consideró el trabajo «más ambicioso hasta la fecha» de AFI y concluyó que habían logrado dar un paso adelante, cuando Sing the Sorrow parecía ser «lo mejor que podrían lograr». Ian Cohen, de Stylus Magazine, lo definió como «elegante, explosivo y futurista» y diseñado para ser «completamente infalible». Sin embargo, consideró que, a pesar de ser un buen álbum, dejaba un «distintivo aroma» de oportunidades desaprovechadas. Neil Strauss, de Rolling Stone, afirmó que Decemberunderground es «una colección de buenas canciones» y, aunque le pareció «disfrutable», percibió «más ambivalencia que confianza», al interpretar que los miembros del grupo parecían «intentar convencerse a sí mismos de que es [un álbum] genial en lugar de creerlo verdaderamente». Por su parte, Christa L. Titus, de Billboard, elogió la versatilidad de la banda al mostrarse igual de cómoda en el hardcore como en el pop, y destacó su habilidad para unir géneros diversos sin sonar pretenciosos ni complejos.
 

Los críticos destacaron la influencia de música de la década de 1980, comparando el material con obras de artistas de la época. Jason Heller, de Alternative Press, escribió que el álbum es «más pulido, elegante y angustiosamente impecable» que su predecesor, y que explora el «pop» synth-wave y los himnos de rock característicos de los años 80. The New York Times lo describió como «sumamente entretenido», aunque menos «cohesivo» que Sing the Sorrow, y consideró que, para músicos de este calibre, el disco «imitaba demasiado» a los artistas de los que tomaban influencia. En contraste con estas observaciones, Aubin Paul, de Punknews.org, opinó que, a pesar de combinar influencias tan dispares, como Nine Inch Nails, The Cure y New Order, el álbum resulta «musicalmente cohesivo». Además, afirmó que, para una banda con raíces en el hardcore y el punk, escribir un álbum de rock gótico inspirado en los años 80 era un «éxito absoluto». Myles Griffin, del periódico Spartanburg Herald-Journal, señaló que toma aspectos de Joy Division, The Cure y Depeche Mode «sin sonar completamente derivativo». También destacó que cada canción ofrece algo «único y diferente» y describió Decemberunderground como un trabajo «lleno de himnos épicos y un sonido cambiante». Scott Kara, de The New Zealand Herald, afirmó que las canciones son pegadizas y que la influencia de la música de los 80s es evidente. Andrew Murfett, del periódico australiano The Age, comentó que, aunque «presiona todos los botones correctos», era «poco probable» que atrajera el público crossover que la banda buscaba. Consideró que, si bien es álbum muy «entretenido», resulta «desordenado y ambiguo» alternando entre aciertos y momentos en los que pierde el rumbo. Brian Raftery, de Spin, remarcó el atractivo crossover del disco, señalando sus momentos sombríos y épicos. Tom Sinclair, de Entertainment Weekly, describió el álbum como la «destilación más aguda y melódica» del estilo de AFI, pero criticó sus letras por ser «incesantemente abyectas». Añadió que, a menos que fueras «realmente joven y desanimado», resultaba difícil empatizar con tanta «miseria exquisitamente elaborada». Greg Kot, de Chicago Tribune, mencionó que era ambicioso y destacó su sonido «amplio». En el sitio web Scene Point Blank, un análisis colectivo de cuatro críticos ofreció opiniones divididas: Neil observó que presenta «buenas ideas» poco desarrolladas y lo percibió «lastrado» por la tendencia de AFI a «estirarse demasiado o cambiar por el simple hecho de cambiar». Scott opinó que suena a Sing the Sorrow, pero «adornado con más efectos e instrumentación para tratar de llenar los vacíos». Por su parte, Alex N. destacó que la banda logra incorporar aún más agresividad y mantiene las excelentes sensibilidades pop presentes en su trabajo anterior.
| «Si Sing the Sorrow se sintió y sonó como un giro inesperado, entonces Decemberunderground es una excursión completa, un viaje por senderos desconocidos [...] forjados familiarmente con hardcore punk, oscuridad y melodías épicas [...] llenos de sintetizadores, efectos electrónicos y abundantes melodías pop. Es una obra vibrante, versátil y valiente que una vez más distingue a AFI en cuanto a sonido de prácticamente cualquier otra banda. Decemberunderground cubre terrenos que pocos podrían haber esperado.»—Vik Bansal de MusicOMH |

Decemberunderground también polarizó a gran cantidad de críticos y seguidores debido a su drástico cambio de sonido respecto a materiales anteriores, llegando a catalogar a la banda como «vendidos». En este sentido, Matt, de Scene Point Blank, comentó que el álbum haría lo que la mayoría de los lanzamientos de AFI suelen hacer: «alienar a la mitad de su base de fanáticos, pero reemplazar a los punks descontentos con una nueva audiencia». La revista NME dijo que Decemberunderground era, en su mayor parte, un «festival melancólico» compuesto de «clichés de rock» e «intentos un tanto risibles de synth-pop». Además, señalaron que el grupo «calculó su regreso de manera exquisita», coincidiendo con el auge de bandas como My Chemical Romance, y que el receso de la banda parecía «menos pereza y más un golpe maestro de marketing». Michael Deeds, de The Washington Post, afirmó que las canciones «no solo están por debajo del «innovador» Sing the Sorrow, sino que son aún «más mainstream». Deeds añadió que el disco era un «puñado de sencillos mediocres, pero probablemente otro millón en ventas», y que, en este punto de su carrera, AFI era una banda con escasas «ideas realmente memorables, pero con cuentas bancarias abultadas». En cuanto a las críticas negativas, Paul, de Punknews.org, expresó que esperar que la banda regresara a su viejo sonido era «negarles el derecho a crecer». Ricardo Baca, de The Denver Post, también aludió a las críticas sobre el cambio de estilo y opinó que, si no fuera por esto, la banda seguiría relegada a tocar en clubs de hardcore. A Scott Shetler, de Slant Magazine, le pareció un disco «accesible y artístico» que tenía «melodías pop pegajosas y coros épicos». Añadió que no se podía reprochar a AFI «por suavizar su sonido para obtener el éxito mainstream que se merecían», especialmente cuando los resultados eran «tan buenos». El medio Rock Sound comentó que «el cambio» era la única constante en la que se podía confiar de la banda. Por su parte, Ariana Rock, de Exclaim!, mencionó que «toma los sonidos ásperos y los gritos de sus comienzos, y los mezcla perfectamente con órganos eclécticos, rupturas electrónicas». También dijo que con este trabajo dieron pasos más allá de cualquier territorio que hayan explorado antes, considerando que el cambio de sonido era una «progresión natural» para la banda. Drew Beringer, de AbsolutePunk, describió el álbum como una «obra de arte hermosamente oscura» y afirmó que lograron el «sonido grandioso» que siempre habían buscado. Beringer consideró que Decemberunderground es una muestra de lo lejos que llegaron en su carrera y concluyó:

«Para aquellos fanáticos de la vieja escuela de AFI que automáticamente lo odiarán porque no es como los álbumes de los primeros días, supérenlo. Sería un insulto al crecimiento de AFI como músicos escribir otro Art of Drowning o Black Sails In the Sunset. AFI tenía una visión específica al escribir este álbum, y era hacer un álbum que empujara aún más los límites. Decemberunderground logra eso y más, ya que muestra que no tienen miedo de experimentar y desarrollar su sonido hacia algo más épico y sustancial.

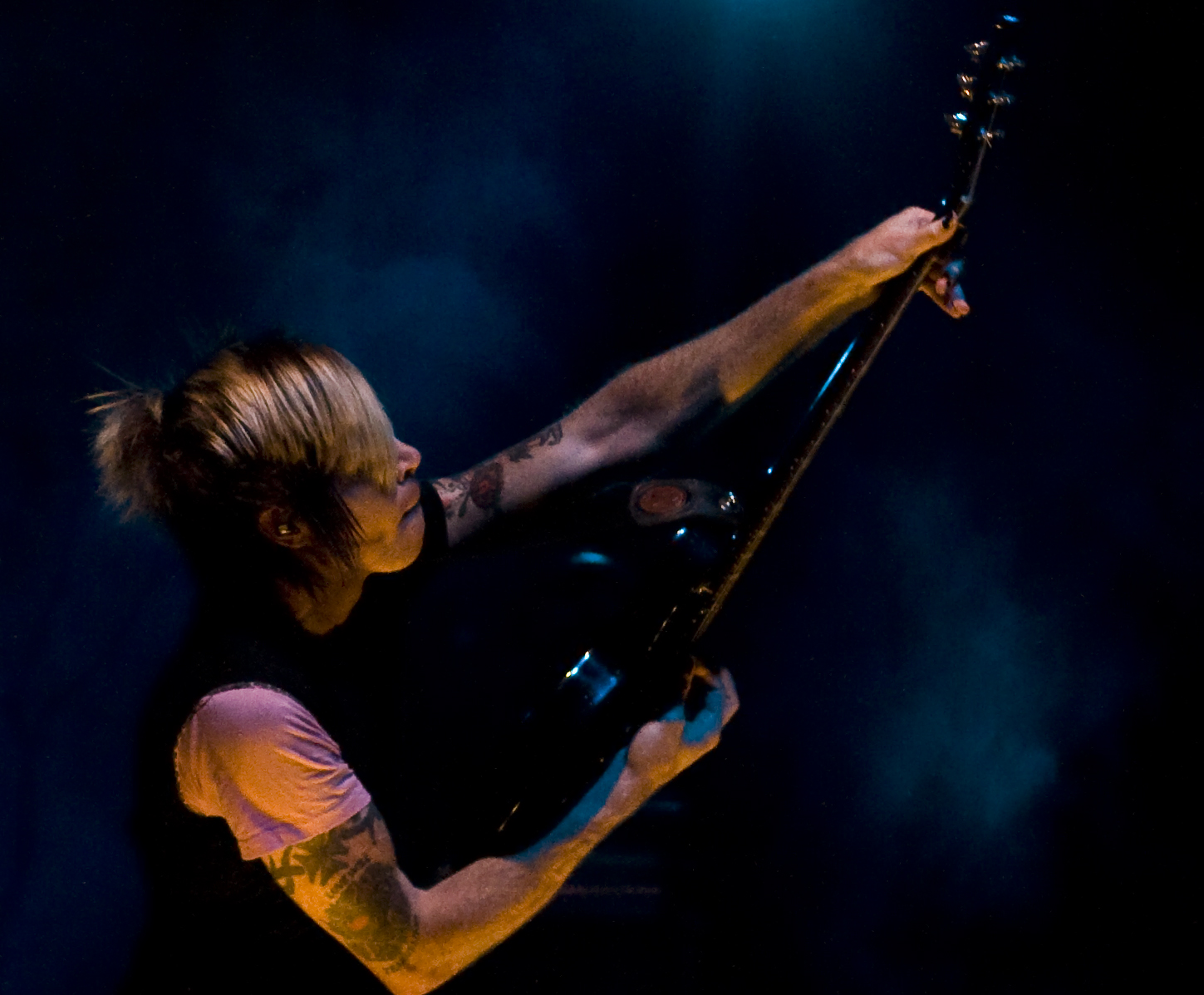
Jade Puget en mayo de 2007 durante un concierto de la gira de Decemberunderground

Hybrid Magazine señaló que, aunque a muchos se les pudiera pasar por la mente la palabra «vendidos», lo que la banda realmente buscaba era «que evoluciones con ellos». El sitio afirmó que, a pesar de haber dejado sus raíces punk en favor de un sonido más melódico, lo hicieron con la intención de «crear algo nuevo». Concluyeron: «AFI nunca prometió ser una banda punk, simplemente prometieron ser una buena banda. Tal vez eso es lo que hace que Decemberunderground sea un álbum bastante sólido [...] Lo que AFI ha hecho por el rock moderno no es muy diferente a lo que Bon Jovi hizo por el hair metal de los años 80: "lo hicieron atractivo y lo llevaron a la casa de tu mamá"». En una opinión retrospectiva, New Fury Media señaló que, aunque las influencias pop fueron suficientes para ser catalogados como vendidos, era un buen álbum y una evolución importante para el grupo. El personal destacó que era más que un conjunto de sencillos y seguía siendo un «disco vital que encaja como una pieza de rompecabezas en su discografía». También desde una perspectiva retrospectiva, Kevin McFarland, de The A.V. Club, comentó que si se conectaban los puntos desde álbumes previos, acusar a AFI de venderse resultaba inútil. McFarland señaló que el disco contenía todos los elementos de la ola emo de 2006, llevados a su máxima teatralidad, y que sonaba como la banda sonora de cada Hot Topic en los centros comerciales de Estados Unidos. Concluyó que AFI se arriesgó y acertó de lleno en su público objetivo, en el momento preciso.

## Recepción comercial
Decemberunderground es el disco más exitoso comercialmente de AFI y el único que alcanzó el número uno en Estados Unidos. En la semana del 24 de junio de 2006, debutó en la primera posición del Billboard 200 tras vender 182 000 copias. Luego descendió al tercer lugar y, en su última semana en los diez primeros puestos, se ubicó en la novena posición. El disco permaneció un total de treinta y ocho semanas en el conteo. También llegó al primer puesto del Top Rock Albums, donde se mantuvo por dos semanas. En los listados anuales, ocupó los lugares 77 y 16 en el Billboard 200 y Top Rock Albums, respectivamente. En agosto de 2006 la Recording Industry Association of America (RIAA) lo certificó con un disco de oro por ventas superiores a 500 000 copias y, aunque para 2009 había alcanzado las 993 000 unidades, no recibió la certificación de platino hasta abril de 2013. En Canadá, el 24 de junio de 2006, alcanzó el segundo puesto en el Canadian Albums Chart, detrás de Taking the Long Way del grupo country Dixie Chicks. En junio de 2019 la organización canadiense Music Canada le concedió un disco de platino tras vender más de 100 000 unidades. En Australia debutó en la tercera posición del ranking oficial, detrás de Best Of de Chris Isaak y Stadium Arcadium de Red Hot Chili Pepper. Permaneció diez semanas en el conteo y posteriormente la Australian Recording Industry Association (ARIA) lo certificó con un disco de platino por ventas mayores a 70 000 copias. Por otra parte, en Nueva Zelanda alcanzó la posición veinte. Como ocurrió con discos anteriores, Decemberunderground no logró gran éxito en Europa. Alcanzó el lugar cincuenta y ocho en Alemania, el sesenta y seis en Irlanda y el 181 en Francia. Sin embargo, tuvo una mejor recepción en el Reino Unido, donde el 4 de junio de 2006 logró el puesto 16 en el Official Albums Chart y el 2 en el Rock & Metal Albums. En este país la Industria Fonográfica Británica (BPI por sus siglas en inglés) le concedió un disco de plata por ventas superiores a 60 000 copias.

## Lanzamiento y promoción
El ciclo promocional del disco comenzó a finales de 2005 cuando el grupo lanzó una búsqueda del tesoro llamada Charlotte’s Mystery. Esta propuesta llevó a los seguidores a investigar y encontrar pistas en sitios web, archivos de audio, mensajes en contestadores automáticos, anuncios clasificado en periódicos, tiendas de cómics, entre otros. En marzo de 2006, durante una entrevista con MTV, Puget destacó el tiempo y esfuerzo dedicado por los seguidores y mencionó que la búsqueda «tenía una narrativa» relacionada con la imaginería, las letras, las canciones del álbum, y que su propósito iba más allá de revelar el título del disco. Al concluir la búsqueda, quienes la completaron ganaron entradas para shows privados que AFI ofreció en Nueva York, Los Ángeles y San Francisco. Durante el desarrollo del evento el grupo reveló la fecha de lanzamiento y, poco después, dio a conocer la lista de canciones. En mayo la banda anunció una serie de listening parties en varias ciudades de Estados Unidos y Canadá. Una semana antes del lanzamiento, Decemberunderground estuvo disponible en streaming a través de los sitios web de Much Music y MTV. Finalmente, Interscope Records publicó el material el 6 de junio de 2006.

### Sencillos

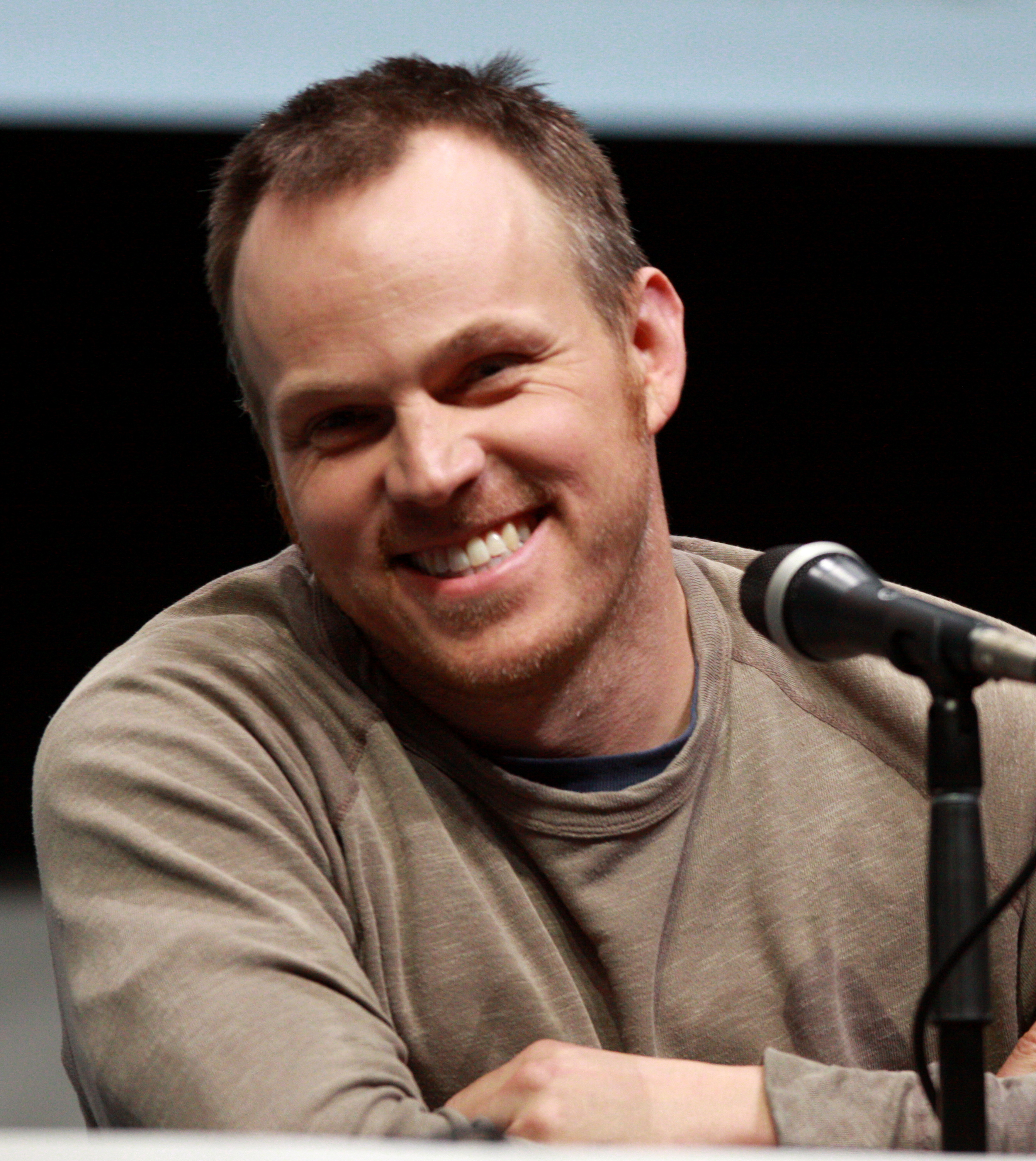
Los dos videoclips del disco los dirigió el cineasta Marc Webb.

AFI estrenó el primer sencillo del álbum, «Miss Murder», en abril de 2006 en la emisora de radio Live 105 de la bahía de San Francisco. Tras su lanzamiento, la canción se convirtió en el mayor éxito de la banda y fue la primera en ingresar a la lista Billboard Hot 100. Debutó en el puesto 97 en mayo y alcanzó el lugar 24 en su sexta semana. También lideró la lista radial Alternative Airplay durante cinco semanas consecutivas. El videoclip lo dirigió Marc Webb y se filmó en el Ayuntamiento de Los Ángeles; en él el grupo buscó crear una «trama vaga» pero con imágenes impactantes. El segundo sencillo, «Love Like Winter», se lanzó en septiembre de 2006 en emisoras de radio de los Estados Unidos. Alcanzó el puesto 68 en el Billboard Hot 100 y el cuarto en la lista Alternative Airplay, detrás de «Anna-Molly» de Incubus, «Welcome to the Black Parade» de My Chemical Romance y «Snow (Hey Oh)» de Red Hot Chili Peppers. A diferencia de «Miss Murder», «Love Like Winter» entró en listas de música pop, donde llegó al puesto 71 del conteo Pop 100. El videoclip, dirigido nuevamente por Marc Webb, presenta una narrativa centrada en el amor y el miedo. La historia transcurre en un paisaje invernal frío y desértico y Puget lo describió como un videoclip «oscuro y cinematográfico». Este fue un éxito y ocupó la primera posición en el programa TRL de MTV en seis ocasiones. El tercer y último sencillo, «The Missing Frame», salió en febrero de 2007. No tuvo videoclip ni obtuvo una recepción comercial destacada, aunque alcanzó el lugar 17 de la lista Alternative Airplay. Por otra parte, aunque «Summer Shudder» no se publicó oficialmente, recibió difusión en emisoras de música alternativa en los Estados Unidos a comienzos de 2007.

### Gira y presentaciones

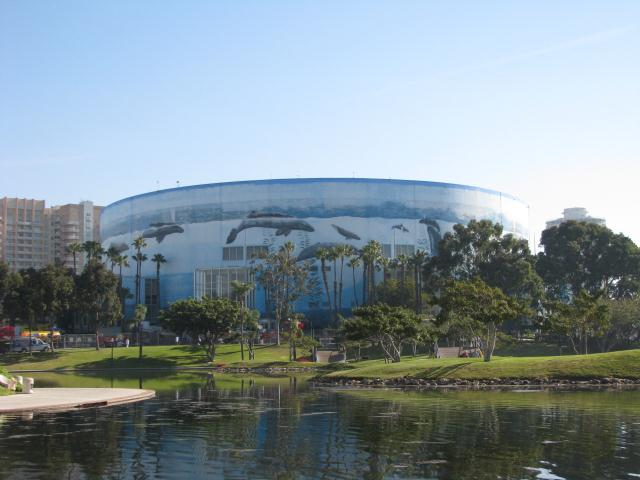
Long Beach Arena, donde se filmó el álbum en vivo I Heard a Voice: Live from Long Beach Arena.

En mayo de 2006, el grupo se presentó en los festivales The Bamboozle y HFStival. A principios de junio actuaron en los MTV Movie Awards 2006, donde interpretaron «Miss Murder». Tras el lanzamiento de Decemberunderground, la banda emprendió una gira de verano por Canadá y los Estados Unidos con The Dillinger Escape Plan, Nightmare of You y Darker My Love como teloneros. Durante su transcurso AFI también participó en algunas fechas seleccionadas del festival Warped Tour y en el San Diego’s Street Scene. Poco después tocaron en las ediciones de Tokio y Osaka del Summer Sonic, así como en el festival Bumbershoot en Seattle, Washington. Luego realizaron una breve gira por la costa oeste de los Estados Unidos, con el grupo Tiger Army como banda de apoyo. Durante esta última etapa, la banda filmó el concierto realizado el 15 de septiembre en el Long Beach Arena, y lo lanzó en diciembre de 2006 bajo el título I Heard a Voice: Live from Long Beach Arena.
En octubre viajaron a Europa y realizaron tres conciertos en Alemania antes de iniciar un tour por el Reino Unido. Esto dio paso a tres presentaciones en los Estados Unidos y, a mediados de noviembre, incurrieron a una breve gira por Nueva Zelanda y Australia. Antes de terminar el año, encabezaron varios festivales organizados por emisoras de radio, como el WOCL No Snow Show, el 99x Mistletoe Jam 2006, el KDGE How the Edge Stole Christmas 2006, el KROQ Almost Acoustic Christmas 2006 y el 91X Nightmare Before Xmas. Esos conciertos los intercalaron con varias actuaciones: el 8 de diciembre tocaron «Summer Shudder» en los Spike Video Game Awards y, poco después, participaron en una AOL Sessions donde interpretaron «Endlessly, She Said» y una versión de «Ziggy Stardust» de David Bowie. AFI cerró el año siendo parte del evento musical MTV Goes Gold: New Year's Eve 2007 en Nochevieja, realizado en los estudios de MTV en Times Square, donde interpretaron «Love Like Winter» y una versión de «Song 2» de Blur. En enero del año siguiente, participaron en el programa de medianoche Saturday Night Live, donde tocaron «Miss Murder» y «Love Like Winter». En febrero realizaron varios conciertos por Norteamérica, incluyendo uno en México, y después emprendieron una gira por europea entre abril y mayo. Finalmente, en julio actuaron en el Giants Stadium como parte del Live Earth y ofrecieron su último concierto en octubre, en el Download Festival, Inglaterra.

### Premios y nominaciones
«Miss Murder» concentró casi todas las nominaciones que recibió la banda durante el ciclo promocional de Decemberunderground. En los MTV Video Music Awards de 2006 compitió en tres categorías: mejor video de rock, mejor cinematografía y mejor dirección. Finalmente, ganó en la categoría de mejor video de rock, superando a 30 Seconds to Mars, Green Day, Panic! at the Disco y Red Hot Chili Peppers. Sin embargo, no logró imponerse en las otras dos categorías: perdió contra «Crazy» de Gnarls Barkley en mejor dirección y ante «You're Beautiful» de James Blunt en mejor cinematografía. En los Premios Kerrang! de 2006, «Miss Murder» fue nominada a mejor video del año, pero el galardón lo obtuvo «Sugar, We're Goin Down» de Fall Out Boy. Al año siguiente, en la edición de 2007, perdió en la categoría de mejor sencillo frente a «The Kill» de 30 Seconds to Mars. Tampoco obtuvo premios en sus nominaciones en los MuchMusic Video Award y los Premios MTV Australia. Por otra parte, la canción «Summer Shudder» fue nominada a mejor canción en un videojuego en los Spike Video Game Awards de 2006, pero el premio se lo llevó «Lights and Sounds» de Yellowcard.
| Año  | Ceremonia de premiación | Obra nominada    | Categoría                         | Resultado | Ref.            |
| ---- | ----------------------- | ---------------- | --------------------------------- | --------- | --------------- |
| 2006 | MTV Video Music Awards  | «Miss Murder»    | Mejor video de rock               | Ganador   | [ 170 ] [ 165 ] |
| 2006 | MTV Video Music Awards  | «Miss Murder»    | Mejor cinematografía              | Nominado  | [ 170 ] [ 165 ] |
| 2006 | MTV Video Music Awards  | «Miss Murder»    | Mejor dirección                   | Nominado  | [ 170 ] [ 165 ] |
| 2006 | Spike Video Game Awards | «Summer Shudder» | Mejor canción en un videojuego    | Nominado  | [ 149 ]         |
| 2006 | Premios Kerrang!        | «Miss Murder»    | Mejor video                       | Nominado  | [ 166 ]         |
| 2007 | Premios Kerrang!        | «Miss Murder»    | Mejor sencillo                    | Nominado  | [ 167 ]         |
| 2007 | MuchMusic Video Awards  | «Miss Murder»    | Dúo o grupo internacional del año | Nominado  | [ 168 ]         |
| 2007 | Premios MTV Australia   | «Miss Murder»    | Download of the year              | Nominado  | [ 171 ] [ 169 ] |

## Lista de canciones
AFI grabó al menos 19 canciones durante las sesiones de Decemberunderground, de las cuales 12 fueron incluidas en la versión final del álbum. De las siete pistas restantes, tres se publicaron como bonus tracks: «Falling Like the Sky», «On the Arrow» y «Rabbits Are Roadkill on Rt. 37». Las otras cuatro, «Ether», «The View From Here», «Fainting Spells» y «Carcinogen Crush», estaban destinadas a formar parte de un EP posterior al lanzamiento del disco, pero el proyecto fue cancelado debido a conflictos con la política de la discográfica. Según explicó Jade Puget, el retraso fue tan prolongado y coincidió tan cerca con las sesiones del siguiente álbum que consideraron que ya no tenía sentido publicarlo.
| Versión estándar |                       |          |  |
| N.º              | Título                | Duración |  |
| 1.               | «Prelude 12/21»       | 1:34     |  |
| 2.               | «Kill Caustic»        | 2:39     |  |
| 3.               | «Miss Murder»         | 3:26     |  |
| 4.               | «Summer Shudder»      | 3:06     |  |
| 5.               | «The Interview»       | 4:16     |  |
| 6.               | «Love Like Winter»    | 2:45     |  |
| 7.               | «Affliction»          | 5:28     |  |
| 8.               | «The Missing Frame»   | 4:40     |  |
| 9.               | «Kiss and Control»    | 4:18     |  |
| 10.              | «The Killing Lights»  | 4:04     |  |
| 11.              | «37mm»                | 3:55     |  |
| 12.              | «Endlessly, She Said» | 4:26     |  |
| 44:44            |                       |          |  |

| Bonus track internacional |                                  |          |  |
| N.º                       | Título                           | Duración |  |
| 13.                       | «Rabbits Are Roadkill on Rt. 37» | 3:51     |  |

| Bonus track del box set de vinilo |                       |          |  |
| N.º                               | Título                | Duración |  |
| 13.                               | «Fallen Like the Sky» | 3:22     |  |

| Bonus tracks del Reino Unido |                                  |              |          |  |
| N.º                          | Título                           | Escritor(es) | Duración |  |
| 13.                          | «Rabbits Are Roadkill on Rt. 37» |              | 3:51     |  |
| 14.                          | «Head Like a Hole» (cover)       | Trent Reznor | 4:43     |  |

| Bonus tracks de Japón |                                  |              |          |  |
| N.º                   | Título                           | Escritor(es) | Duración |  |
| 13.                   | «Rabbits Are Roadkill on Rt. 37» |              | 3:51     |  |
| 14.                   | «Head Like a Hole» (cover)       | Reznor       | 4:43     |  |
| 15.                   | «Don't Change» (cover)           | INXS         | 3:16     |  |

| Bonus tracks de iTunes |                                                           |                       |          |  |
| N.º                    | Título                                                    | Escritor(es)          | Duración |  |
| 13.                    | «On the Arrow»                                            |                       | 3:06     |  |
| 14.                    | «Jack the Ripper» (cover solo disponible en la precompra) | Morrisey y Boz Boorer | 2:48     |  |

## Posicionamiento en listas
| País (Lista 2006)                     | Mejor posición |
| ------------------------------------- | -------------- |
| Alemania (Offizielle Deutsche Charts) | 58             |
| Australia (ARIA)                      | 3              |
| Canadá (Canadian Albums Chart)        | 2              |
| Estados Unidos (Billboard 200)        | 1              |
| Estados Unidos (Top Rock Albums)      | 1              |
| Francia (SNEP)                        | 181            |
| Irlanda (IRMA)                        | 66             |
| Nueva Zelanda (RMNZ)                  | 20             |
| Reino Unido (Official Albums Chart)   | 16             |
| Reino Unido (Rock & Metal Albums)     | 2              |

| País (Lista 2006)                | Mejor posición |
| -------------------------------- | -------------- |
| Estados Unidos (Billboard 200)   | 77             |
| Estados Unidos (Top Rock Albums) | 16             |

### Sucesión en listas
| Predecesor: Taking The Long Way de Dixie Chicks       | Billboard 200 24 de junio de 2006 — 1 de julio de 2006   | Sucesor: The Big Bang de Busta Rhymes       |
| Predecesor: Stadium Arcadium de Red Hot Chili Peppers | Top Rock Albums 24 de junio de 2006 — 8 de julio de 2006 | Sucesor: Define the Great Line de Underoath |

### Certificaciones
| País           | Organismo certificador | Certificación | Ventas certificadas | Ref.    |
| -------------- | ---------------------- | ------------- | ------------------- | ------- |
| Australia      | ARIA                   | Platino       | 70 000              | [ 96 ]  |
| Canadá         | Music Canada           | Platino       | 100 000             | [ 94 ]  |
| Estados Unidos | RIAA                   | Platino       | 1 000 000           | [ 92 ]  |
| Reino Unido    | BPI                    | Plata         | 60 000              | [ 103 ] |

## Créditos
| AFI - Davey Havok: voz - Jade Puget: guitarra, programación y teclados - Hunter Burgan: bajo y programación adicional - Adam Carson: batería - AFI: composición Personal adicional - Coros: «Precious» Steve Cunningham, Brandan Schieppati, Dan Under, Gavin Rattmann, Jacquelyn Simley, Jeff Sagud, Jerry Finn, Joe McGrath, Keith Barney, Luke Wood, Nick 13, Nikishia Grier, Ralph Saenz, Ryan Downey, Ryan Wilson y Wedge - Coros de The Despair Faction: Amy Hunt, Brittany Manchatta, Caitlin Sanchez, Chris Kelly, Christopher Dominey, Diana Miranda, Griselda Gomez, John Powe, Julie Leon, Laura Mathis, Mellisa Maxwell, Omar Alcibar, Phillip Madson, Sonia Dubon, Talia Nissimyan, Tyler Stewart y Wallace Deveries Diseño - Morning Breath Inc.: dirección artística y diseño - Alan Forbes: ilustración - James Minchin: fotografía | Producción - Jerry Finn: producción y mezcla, ingeniero de mezcla - Chris Lord-Alge: mezcla e ingeniero de mezcla - Joe McGrath: ingeniero de grabación - Jake Davies: ingeniero de Pro Tools - Seth Waldmann: ingeniero asistente - Jason Gossman: ingeniero asistente - Kevin Mills: ingeniero asistente - Eric Weaver: ingeniero asistente - Dimitar Krnjaic: ingeniero asistente - Keith Armstrong: ingeniero asistente - Mike Fasano: técnico de batería - Ronan Harris de VNV Nation: programación adicional - Dave McCracken: programación adicional - Ted Jensen: masterización - Grabado en Conway Recording Studios y Sage & Sound Recording Studios - Mezclado en Conway Recording Studios y Resonate Music - Masterizado en Sterling Sound |

Créditos adaptados del libreto de Decemberunderground.